# Darleith Dovecot

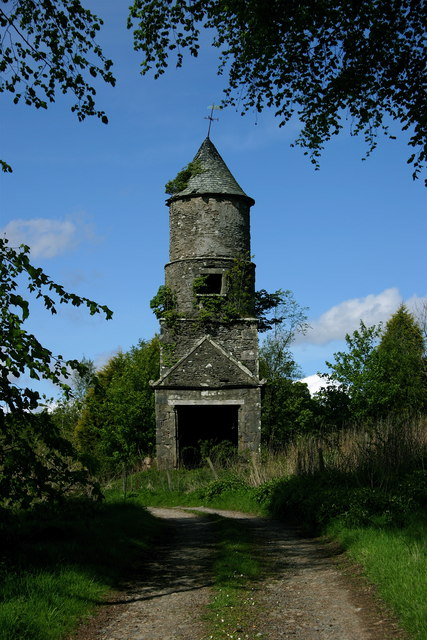
Darleith Dovecot

Der Darleith Dovecot ist ein Taubenturm nahe der schottischen Stadt Cardross. Er befindet sich auf den Ländereien des westlich gelegenen, denkmalgeschützten Darleith House und liegt direkt an einem Feldweg, auf dem in früheren Zeiten eine Straße von größerer Bedeutung verlief. Der Taubenturm wurde um das Jahr 1790 fertiggestellt. 1971 wurde er in die schottischen Denkmallisten in der höchsten Kategorie A aufgenommen.

## Beschreibung
Es handelt sich um einen vierstöckigen, an der Basis rechteckigen Taubenturm mit einer länglichen Grundfläche. Während die unteren beiden Stockwerke des sich nach oben verjüngenden Turmes dem rechteckigen Grundriss folgen, sind die oberen beiden von runder Form. Der Turm schließt mit einem schiefergedeckten Kegeldach ab, das eine Wetterfahne krönt. Das Gebäude ist aus Bruchstein gebaut. Hierbei wurde sowohl Sandstein als auch Eruptivgestein verwendet. Einzelne Stellen weisen Überreste eines Verputzes in der traditionellen Harling-Technik auf. Die Kanten der unteren beiden Stockwerke sind durch die Verwendung von Ecksteinen abgesetzt. Die Fensteröffnungen sind mit Quadersteinen eingefasst. Der vorgelagerte Eingangsbereich besteht aus einer weiten Öffnung, welche möglicherweise nicht dem Originalzustand entspricht und später erweitert wurde. Oberhalb dieser ist ein Ziergiebel zu finden. Der Turm besitzt verschiedene Maueröffnungen zum Einflug der Tauben. Mehrere Fenster sind heute durch Mauern verschlossen.
1990 wurde der Taubenturm in das Register gefährdeter Bauwerke in Schottland aufgenommen. 2012 wurde sein Zustand als schlecht bei gleichzeitig hoher Gefährdung eingestuft.